# Форрестер, Джон П.
Джон Форрестер (англ. John P. Forrester; 25 августа 1949, Лондон — 24 ноября 2015) — британский историк и философ, специалист по Фрейду и психоанализу. Работал на кафедре истории и философии науки Кембриджского университета, руководил ею с 2007 по 2013, профессор Кембриджа с 2002. Главный труд — «Фрейд в Кембридже». Историк науки и культуры, в особенности психоанализа.

## Биография
Родился и вырос на севере Лондона. Его родители участвовали в акциях протеста против Освальда Мосли и его Британского союза фашистов. Отец, выпускник Лондонской школы экономики, после Второй мировой войны принимал участие в работе над планом Маршалла, являлся старшим служащим Организации европейского экономического сотрудничества (ОЭСР); впоследствии станет независимым консультантом; умер, когда Джону был 21 год. Мать в зрелом возрасте получила степень в Открытом университете, являлась социальным работником. 
Джон учился в Haberdashers' Boys' School, затем в Королевском колледже в Кембридже, где получил степень по естествознанию (1970). По стипендии Фулбрайта пребывал в Принстоне, сотрудничал с Томасом Куном, подтолкнувшим его к избранной тематике исследований. В 1976-84 научный сотрудник Королевского университета, затем лектор кафедры истории и философии науки Кембриджского университета, на которой сотрудничал с 1984 (лектор с 1996), с 2000 профессор, с 2007 по 2013 заведовал указанной кафедрой (преемник Питера Липтона). В 1977-78 годах посещал лекции Мишеля Фуко в Коллеж де Франс. Подготовил более двух десятков докторантов.
С 2005 года редактор журнала «Психоанализ и история». Исследователь творчества Robert Stoller.
Докторская диссертация, опубликованная под названием «Язык и истоки психоанализа» (1980), была сразу же переведена на французский язык. В 1988 году вместе с Сильваной Томазелли перевел и аннотировал издание Жака-Алена Миллера «Семинара Жака Лакана 1953-55 годов».
Совместно с партнершей и писательницей Lisa Appignanesi написал «Женщины Фрейда: семья, пациенты, последователи» (1992). Они познакомились в 1984 году, когда она была заместителем директора Института современного искусства. В 2013 поженились.
Дочь — Катрина Форрестер, пасынок - Josh Appignanesi.
Умер от рака.